# Dalekie zbliżenia
Dalekie zbliżenia – pierwszy studyjny album polskiego rapera o pseudonimie artystycznym W.E.N.A. Został wydany pod koniec maja 2011 roku nakładem wytwórni Aptaun Records. Producentem wykonawczym byli Michał Łaszkiewicz, Przemysław Chojnacki i Tomasz Gochnio, natomiast od strony muzycznej gościli Quiz, Stona, Maui Wowiem, Szczur, Ment, Qciek, JAC, Ike, Tort, Medyk, DBT, Kebs i Who?List. Za gitarą basową stał Jacek Perkowski, Misza Mazurek wykorzystała saksofon altowy. Swoje zwrotki zaprezentowali między innymi VNM, Pyskaty, Włodi czy HiFi Banda. Oprawę graficzną albumu wykonał Grzegorz "Forin" Piwnicki.
Cała oprawa graficzna albumu przygotowana została przez Grzegorza "Forina" Piwnickiego. Płyta uplasowała się na 33. miejscu notowania OLiS.

## Lista utworów
Źródło.
| Nr | Tytuł                      | Goście                           | Producenci                                   | Czas |
| -- | -------------------------- | -------------------------------- | -------------------------------------------- | ---- |
| 1  | "Nigdy"                    |                                  | Quiz, Ike                                    | 3:20 |
| 2  | "Dobra Marka"              |                                  | Stona                                        | 3:26 |
| 3  | "Patrz Im Na Ręce"[A]      | Pyskaty, VNM                     | Maui Wowie, Tort                             | 4:54 |
| 4  | "Żołnierze Fortuny"        |                                  | Szczur, Medyk                                | 3:18 |
| 5  | "Bez Uczuć"                | Małolat, Paweł Ejzenberg (wokal) | Stona                                        | 3:55 |
| 6  | "Dalekie Zbliżenia"        | Magdalena Dzięgiel               | Stona                                        | 3:48 |
| 7  | "Jestem Sam"               | Proximite, Ras                   | Ment, DBT                                    | 4:12 |
| 8  | "Podstawowe Instrukcje"[B] |                                  | Qciek, Tort, Jacek Perkowski (gitara basowa) | 4:21 |
| 9  | "Do Dnia, W Którym"[C]     | Włodi                            | Qciek, Ike                                   | 4:23 |
| 10 | "Wiadomość"                | Magdalena Dzięgiel (wokal)       | Stona                                        | 3:01 |
| 11 | "Od Do"                    | HiFi Banda                       | Qciek, Kebs, Misza Mazurek (saksofon altowy) | 3:14 |
| 12 | "Dookoła"[D]               |                                  | JAC, Who?list                                | 3:41 |
| 13 | "Mijamy Się"               | Hades                            | Stona                                        | 4:21 |
| 14 | "To Jest Dla"              | Kay (wokal)                      | Stona                                        | 5:06 |

Notatki
- A^ W utworze wykorzystano sample z piosenki "Memoirs of the Traveler" w wykonaniu The Jaggerz[4].
- B^ W utworze wykorzystano sample z piosenki "Beth" w wykonaniu KISS[4].
- C^ W utworze wykorzystano sample z piosenek "California Sunset" w wykonaniu The Originals, "Shook Ones Part II" Mobb Deep oraz "Book of Rhymes" Nasa[4].
- D^ W utworze wykorzystano sample z piosenki "The Soul of a Black Man" w wykonaniu Maceo Parkera[4].